# سمیر امین
سمیر امین (زادهٔ ۳ سپتامبر ۱۹۳۱ در قاهره – درگذشتهٔ ۱۲ اوت ۲۰۱۸) اقتصاددان مارکسیست مصری-فرانسوی و از نظریه پردازان مشهور توسعه به ویژه در حوزه آفریقا بود که در داکار پایتخت سنگال زندگی می‌کرد. وی برای نخستین بار نظریه اروپامحوری را در ۱۹۸۸ ارائه کرد.

## زندگی
پدر سمیر مصری و مادرش فرانسوی بود و هر دو آن‌ها پزشک بودند. او بیشتر جوانی و کودکی خود را در پورت سعید گذراند و تحصیلات خود را در مدارس فرانسوی ادامه داد. با آمدن به فرانسه امین به حزب کمونیست فرانسه (Parti communiste français به اختصار: PCF) پیوست اما سپس از مارکسیسم شوروی فاصله گرفت و برخی مواقع با گروه‌های مائوئیست همراه می‌شد. امین با دیگر دانشجویان مجله‌ای با عنوان «دانشجویان ضد استعمارگر» یا Étudiants Anticolonialistes چاپ کردند.
سمیر امین دکترای اقتصاد خود را در پاریس از دانشگاه سوربن گرفت و به عنوان استاد اقتصاد در دانشگاه‌های داکار و پاریس تدریس کرد. او در داکار ریاست «سازمان آفریقایی توسعه و برنامه‌ریزی اقتصادی» را بر عهده داشت.